# Direito agrário
Direito Agrário é o ramo do Direito que visa o estudo das relações entre o homem e a propriedade rural.
Hoje o Direito Agrário acompanha a evolução do Direito Ambiental, na medida em que vai sendo estudado sob as novas teorias Geopolíticas. As formas hoje existentes de direito alternativas, vem surgindo com a evolução de novas ideias e novos estudos interdisciplinares. Trazendo da História e dos conhecimentos Geográficos as ideias sobre a relação entre o Homem e a terra rural, o próprio homem foi criando regras jurídicas para disciplinar seu comportamento sobre o meio ambiente em que vive, para que utilize da topografia regional de maneira adequada. À luz da Geopolítica, o Direito Agrário se inter relaciona primeiro com o Direito Ambiental e depois com o Direito Territorial e o Direito Internacional. Há ainda a perspectiva de um Direito Agroambiental, introduzindo percepções ecológicas na construção do Direito Agrário, de modo que estuda-se não somente as questões relativas ao agronegócio mas também as dimensões da proteção ambiental, bem como, os impactos ambientais da agricultura.
O Direito Agrário está prevista no Brasil entre os artigos 184 e 191 da Constituição Federal. Em sua competência está a definição das políticas de uso do solo, a Reforma agrária, a definição do que é minifúndio, latifúndio - medidas em porções ideais considerando aquilo que seja uma faixa de terra capaz de assegurar a sustentabilidade de um núcleo familiar mínimo, em cada tipo de terreno - nalgumas legislações chamadas de módulo rural.
No Brasil o diploma legal principal a disciplinar o Direito Agrário é o Estatuto da Terra.

## História

### Roma
As leis agrárias (do latim ager, que significa "terra") eram leis entre os romanos que regulamentavam a divisão das terras públicas, ou ager publicus. Na sua definição mais ampla, também pode referir-se às leis agrícolas relativas aos camponeses e lavradores, ou à classe agrícola geral de pessoas de qualquer sociedade. Várias tentativas de reforma das leis agrárias fizeram parte da luta sócio-política entre patrícios e plebeus conhecida como Conflito das Ordens. Existiam dois tipos de terras na Roma Antiga: terras privadas e públicas (ager publicus), que incluíam pastagens comuns. No século II a.C., ricos proprietários de terras começaram a dominar as áreas agrárias da república, “alugando” grandes extensões de terras públicas e tratando-as como se fossem privadas. Isto começou a expulsar os pequenos agricultores privados com a concorrência; os agricultores foram forçados a mudar-se para as cidades por causa deste e de uma série de outros fatores, incluindo batalhas que tornaram perigosa a vida nas áreas rurais. As cidades romanas não eram bons lugares para tentar conseguir empregos; eles também eram perigosos, superlotados e bagunçado.
Provavelmente a primeira tentativa de uma lei agrária foi em 486 AC.  Um tratado de paz foi celebrado com os Hernici, pelo qual eles concordaram em ceder dois terços de suas terras. Spurius Cassius Vecellinus, cônsul romano pela terceira vez, propôs distribuir aquelas terras, juntamente com outras terras públicas romanas, entre os aliados latinos e a plebe. Cássio propôs uma lei para dar cumprimento à sua proposta.  Niebuhr sugere que a lei procurava restaurar a lei de Sérvio Túlio, o sexto rei de Roma, definindo estritamente a porção dos patrícios nas terras públicas, dividindo o restante entre os plebeus e exigindo que o dízimo fosse cobrado de as terras possuídas pelos patrícios. 
A lei proposta foi contestada pelos senadores (alguns dos quais pareciam ocupar terras públicas romanas) e pelo outro cônsul Próculo Vergínio Tricostus Rutilus . A sua oposição à lei também se baseava nas preocupações de que Cássio estava a tentar ganhar demasiada popularidade.  Vergínio falou publicamente contra a lei, e a plebe ficou preocupada com o fato de que terras estavam sendo dadas aos aliados latinos e também com o fato de Cássio poder estar tentando pavimentar o caminho para o poder real. Vergínio até sugeriu que apoiaria a lei se ela fosse a favor apenas dos romanos e não dos aliados de Roma. Para combatê-lo, Cássio prometeu que o dinheiro arrecadado com a distribuição de milho na Sicília seria doado à plebe, mas eles rejeitaram isso como um suborno político, e a suspeita de que Cássio estava buscando o poder real aumentou.
Em 485 aC, depois que Cássio deixou o cargo, ele foi condenado e executado. Tito Lívio diz que o método de seu julgamento é incerto. A versão preferida de Tito Lívio é que um julgamento público sob a acusação de alta traição foi realizado por ordem dos quaestores parricidii Caeso Fabius e Lucius Valério, no qual Cássio foi condenado pelo povo , e posteriormente por decreto público sua casa foi demolida (ficando perto o templo de Tellus ). A versão alternativa é que o próprio pai de Cássio conduziu um julgamento privado (presumivelmente exercendo autoridade como pater familias, embora Niebuhr argumente que era impossível que um homem que foi três vezes cônsul e triunfou duas vezes ainda estivesse no poder de seu pai e condenou seu filho à morte, e posteriormente dedicou os bens de seu filho à deusa Ceres, inclusive dedicando a ela uma estátua com a inscrição "dada pela família Cassiana".  Dionísio afirma que foi expulso do Tarpeian Rocha.  Alguns parecem ter pedido também a execução dos filhos de Cássio, mas segundo Dionísio, eles foram poupados pelo Senado. Cassius Dio expressou sua crença na inocência do cônsul.  Em 159 a.C. a estátua de Cássio erguida no local de sua casa foi derretida pelos censores. 
A agitação popular pela reforma agrária continuou durante 484 AC.  E novamente em 481 e 480 aC, quando os tribunos Spurius Licínio e Tito Pontifício respectivamente exortaram a plebe a recusar a inscrição no serviço militar como forma de encorajar a reforma agrária, mas os cônsules e os outros tribunos convenceram a plebe do contrário.  Em 476 a.C., os tribunos Quinto Consídio e Tito Genúcio apresentaram com sucesso acusações contra Tito Menênio Lanato , e no ano seguinte os tribunos Lúcio Caedício e Tito Estácio apresentaram acusações contra Espúrio Servílio, mas ele foi absolvido. Tito Lívio diz que as acusações foram motivadas pela agitação pela reforma agrária.
Em 473 a.C., o tribuno Cneu Genúcio levou a julgamento os cônsules do ano anterior, Lúcio Fúrio Medulino e Cneu Mânlio Vulso, por não terem nomeado os decênviros para alocar as terras públicas. No entanto, no dia do julgamento, Genúcio foi encontrado morto e, como consequência, as acusações foram rejeitadas.  Em 470 a.C. os tribunos Marco Dúlio e Cneu Siccio levaram a julgamento o cônsul do ano anterior, Ápio Cláudio, homem odiado pelo povo. A acusação era que ele se opunha à lei agrária. No entanto, ele morreu antes do julgamento.
Em 469 a.C., as tensões por conta da lei agrária ameaçaram novamente, mas as guerras estrangeiras foram interrompidas.  As tensões aumentaram após a conclusão dos conflitos estrangeiros e, como consequência, os plebeus recusaram-se a comparecer às eleições consulares de 468 aC. Mais uma vez, o conflito em Roma foi interrompido por uma guerra estrangeira, que resultou na captura da cidade volsciana de Anzio , ao sul de Roma , pelo cônsul Titus Quinctius Capitolinus Barbatus.  Em 467 a.C. Tibério Emílio foi eleito conselheiro pela segunda vez, juntamente com Quinto Fábio Vibulano . Emílio já havia sido cônsul em 470 a.C., na época do julgamento de Cláudio, e então simpatizou com as demandas agrárias dos plebeus. Segundo os plebeus procuraram levantar a questão novamente, esperando que Emílio agisse no seu interesse.  
Na verdade, Emílio foi novamente a favor da reforma agrária e, portanto, incorreu no ódio dos patrícios. No entanto, as tensões foram resolvidas pelo colega de Emílio, Fábio, que propôs uma lei para que uma colônia romana fosse plantada em Anzio e as terras ali fossem distribuídas entre os plebeus. A medida foi aprovada e três homens foram nomeados comissários para a atribuição das terras. Eram Tito Quinctius, o cônsul do ano anterior que capturou Anzio dos Volsci; Aulus Verginius Tricostus Caeliomontanus, cônsul de 469 aC; e Publius Furius Medullinus Fusus, o cônsul de 472 AC. Tito Lívio relata que, na verdade, poucos plebeus solicitaram o loteamento de terras em Anzio, no entanto, relatos de conflitos por conta das reformas agrárias estiveram ausentes por muitos anos depois disso. 
Em 133 a.C., Tibério Graco, o tribuno da plebe, aprovou uma série de leis tentando reformar as leis fundiárias agrárias; as leis limitaram a quantidade de terras públicas que uma pessoa poderia controlar, recuperaram terras públicas detidas em excesso e tentaram redistribuir as terras, por uma pequena renda, aos agricultores que agora vivem nas cidades. Outras reformas em 122 a.C. foram tentadas pelo irmão de Tibério, Caio Graco, incluindo a expansão da área de influência das leis para todas as colônias da Itália . Estas reformas, no entanto, não foram tão bem sucedidas devido à enorme impopularidade nas províncias italianas. Por volta de 118 aC, os limites de vendas e os esforços de redistribuição foram abolidos, e por volta de 111 a.C. as leis foram padronizadas, confirmando as posições de muitos proprietários na Itália sobre as suas grandes extensões de terra. 

### Brasil
O Direito Agrário no Brasil tem raízes profundas na história do país e está intrinsecamente ligado ao desenvolvimento da agricultura, da posse e do uso da terra, bem como às relações sociais no campo. Neste tópico, exploraremos a evolução do Direito Agrário no Brasil ao longo do tempo. 
- Período Colonial (1500-1822): Durante o período colonial, o sistema legal era fortemente influenciado pelo Direito Português. A Coroa Portuguesa detinha o controle das terras e as distribuía a particulares em forma de sesmarias. O sistema de sesmarias regulamentava a concessão e a posse de terras, estabelecendo as bases para o sistema de propriedade fundiária no Brasil. [11]

- Independência e Império (1822-1889): Com a independência do Brasil, em 1822, o país continuou a manter um sistema legal agrário que refletia o sistema monárquico. A Lei de Terras de 1850, sob o reinado de Dom Pedro II, estabeleceu diretrizes para aquisição de terras no Brasil. O processo de aquisição de terras, no entanto, estava fortemente concentrado nas mãos das elites, criando um sistema de latifúndios. [11]

- República Velha (1889-1930): A Proclamação da República trouxe mudanças significativas no cenário agrário. O regime republicano buscou democratizar o acesso à terra e promover a colonização de vastas regiões do país. No entanto, o poder ainda permanecia nas mãos das elites rurais, e a concentração de terras persistia. [11]

- Era Vargas (1930-1945): O governo de Getúlio Vargas trouxe uma série de reformas agrárias significativas. Em 1934, a Constituição Federal estabeleceu diretrizes para a reforma agrária e promoveu a desapropriação de terras improdutivas. A criação do Instituto Nacional de Colonização e Reforma Agrária (INCRA) em 1970 marcou um esforço institucional para implementar reformas agrárias. [11]

- Ditadura Militar (1964-1985): Durante a ditadura militar, houve uma tendência de fortalecimento do agronegócio, que ampliou o uso de tecnologia e a produção agropecuária. No entanto, as questões de distribuição de terras e a reforma agrária foram relegadas a segundo plano. [11]

- Redemocratização (1985 até o presente): A redemocratização do Brasil trouxe de volta o debate sobre a reforma agrária e a distribuição de terras. O INCRA continuou a desempenhar um papel importante na implementação de programas de assentamento e reforma agrária. No entanto, questões como a expansão da agricultura, os conflitos de terras e a preservação ambiental continuam a ser desafios no cenário do Direito Agrário brasileiro. [11]

Hoje, o Direito Agrário no Brasil abrange uma série de regulamentações que visam conciliar o desenvolvimento agrícola com a justa distribuição de terras e a preservação do meio ambiente. O país enfrenta desafios contínuos, incluindo a necessidade de promover a reforma agrária, resolver conflitos de terras e promover a sustentabilidade no setor agrícola. Nesse contexto, o Direito Agrário no Brasil continua a evoluir e a se adaptar às mudanças econômicas, sociais e ambientais, desempenhando um papel fundamental na regulação das relações no campo e na busca por um equilíbrio entre produção agrícola e justiça social. 